# Juan Manuel Munguía
Juan Manuel Munguía López (Olanchito, Yoro, Honduras, 30 de agosto de 1985) es un futbolista hondureño. Juega como Delantero y su equipo actual es el  Social Sol de la Liga Nacional de Honduras.

## Clubes
| Club          | País     | Año             |
| ------------- | -------- | --------------- |
| Real Sociedad | Honduras | 2008 - 2015     |
| Victoria      | Honduras | 2016            |
| Social Sol    | Honduras | 2016 - Presente |

## Palmarés

### Campeonatos nacionales
| Título                      | Club          | País     | Año           |
| --------------------------- | ------------- | -------- | ------------- |
| Liga de Ascenso de Honduras | Real Sociedad | Honduras | Clausura 2012 |
| Finalísima del Ascenso      | Real Sociedad | Honduras | 2012          |